# Liczba Eulera (fizyka)
Liczba Eulera – w hydrodynamice wielkość bezwymiarowa określona wzorem:
{\displaystyle {\mbox{Eu}}={\frac {\Delta p}{\rho v^{2}}},}
gdzie:
{\displaystyle \Delta p} – różnica ciśnienia w dwóch charakterystycznych punktach przepływu
{\displaystyle \rho } – gęstość płynu
{\displaystyle v} – prędkość przepływu
Wyraża stosunek sił ciśnienia {\displaystyle \Delta p} do sił bezwładności ({\displaystyle \rho v^{2}/2} – ciśnienie dynamiczne odpowiadające energii kinetycznej jednostki objętości płynu).
Jedna z liczb podobieństwa, dla przepływów o jednakowych liczbach Eulera zachodzi podobieństwo dynamiczne przepływu.